# Santa Cruz de Grío
Santa Cruz de Grío – gmina w Hiszpanii, w prowincji Saragossa, w Aragonii, o powierzchni 19,51 km². W 2011 roku gmina liczyła 148 mieszkańców.